# 三友倶楽部

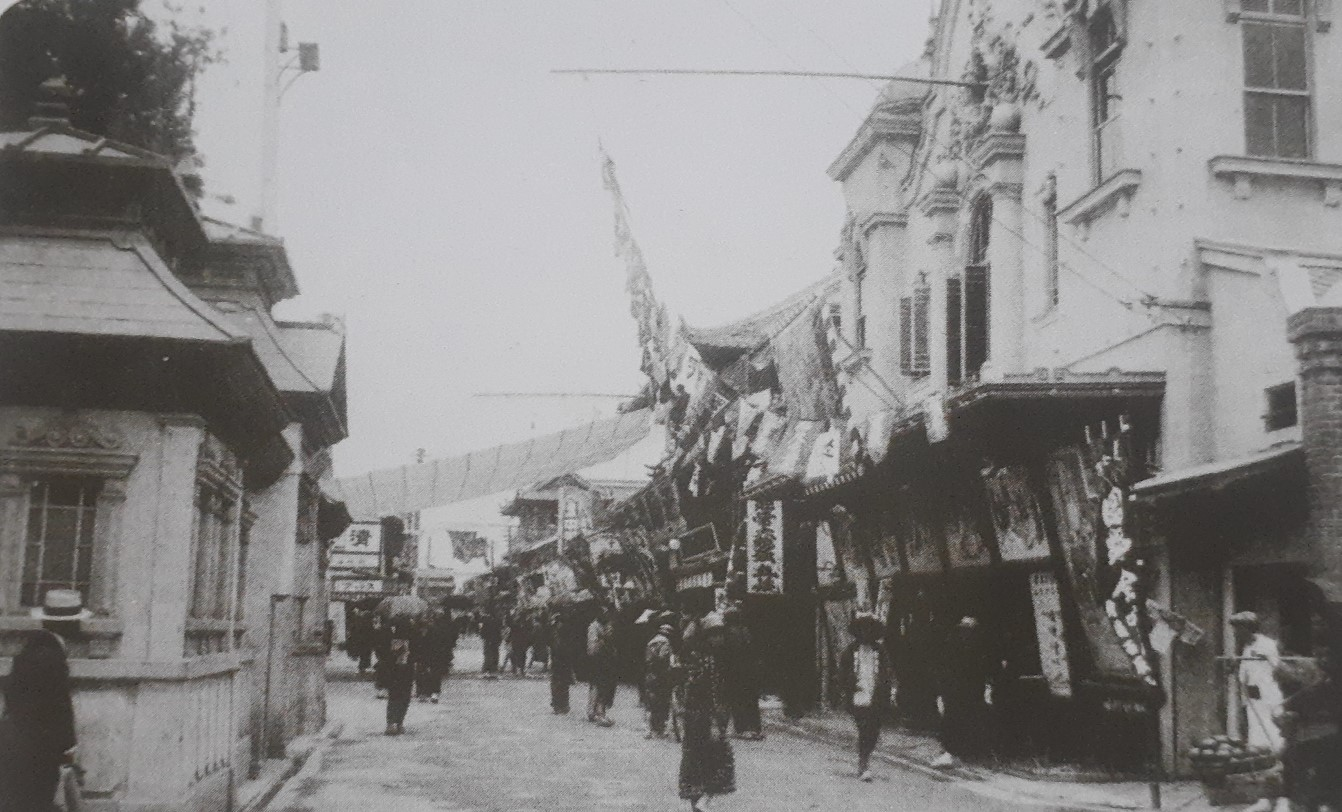
三友倶楽部（1925年頃）

三友倶楽部（さんゆうくらぶ）は、かつて存在した大阪の映画会社である。明治末期の1909年、千日前商店街（現在の大阪市中央区千日前1丁目）に設立、映画の興行のほか、大阪で初めて映画製作を行った会社として知られる。

## 略歴・概要
1909年（明治42年）、滋賀県出身の実業家山川吉太郎が設立した。同地に活動写真館を開設し、また「大阪初」となる映画製作を開始した。同社は「撮影所」を所有していなかったが、舞台での芝居とロケーション撮影を組み合わせた「連鎖劇」を量産した。
1910年8月7日、大都市圏での日本初の野外映画イヴェント「活動写真競技」（主催大阪毎日新聞）が浜寺海水浴場で開かれ、東京の吉沢商店と京都の横田商会が自社製作の映画を競って上映した。翌1911年8月の同イヴェントでは、前年同様の横田商会に対して、吉沢商店に代わって山川の「三友倶楽部」が自社製作の映画を上映している。
1911年当時の山川は、同社を経営するかたわら、前年の1910年7月に東京で設立された映画会社「福宝堂」の「大阪支店長」を任されていた。「福宝堂」は、1912年10月に吉沢商会、M・パテー商会、横田商会との4社合併で「日活」になり、山川は「日活大阪支社」を任された。
1912年1月16日、千日前はもちろん高津、生国魂神社までが焼け野原になった、いわゆる「ミナミの大火」で同社本社屋は焼失した。当時のフィルモグラフィも現在では定かではない。
「三友倶楽部」は興行においても、1911年には京都の新京極にも活動写真館をオープンしている。『京都日出新聞』（『京都新聞』の前身）の当時の調査によれば、1913年の新京極での正月興行は松竹の「歌舞伎座」に次いで2位、1914年夏興行（7月14日 - 16日）では「パテー館」、「帝国館」に次ぐ3位をキープした。同館は1915年8月に火事を起こして一時閉館、翌1916年12月31日「三友劇場」として開館し1945年まで営業した。
同社の経営は、山川の親族の経営する「サンポードグループ」（12社）が現在まで引き継いでいる。「サンポード株式会社」は1991年に金秀吉監督の映画『あーす』を製作、製作委員会に同社の山川暉雄がクレジットされている。同作は文化庁年間優秀作品賞を受賞した。
2008年2月、千日前商店街によって同社跡地にレリーフが飾られた。

## 東洋商会・天活・帝キネ・新興・大映
東洋商会
1913年、「福宝堂」時代に同社本社（東京）の営業部長だった小林喜三郎が日活を退社して「常盤商会」を設立、同時期に山川も日活を退社、「東洋商会」を設立した。山川の「東洋商会」は同年10月から翌1914年1月にかけて、月間6-7本ペースで映画を量産した。
天活
山川は、「楽天地」に先立つ1914年3月17日、東京の小林喜三郎の「常盤商会」と自らの経営する映画会社「東洋商会」との共同で「天然色活動写真」（天活）を設立、カラー映画の製作に乗り出した。同社社長は日活から引き抜いた金子圭介、山川は大阪支社長に就任した。東洋商会が旧福宝堂から引き継いだ「東洋商会東京日暮里撮影所」は「天然色活動写真日暮里撮影所」となり、福宝堂で監督だった吉野二郎を引き抜き所長に据え、東洋商会のカメラマン枝正義郎を技術部長とした。加えて、1916年、新たに「小阪撮影所」（東大阪市）を新設した。
帝キネ
さらに1919年、「巣鴨撮影所」を新設したが、この「天活」は、同年、小林が設立した「国際活映」（国活）に吸収合併された。その際、山川は国活に参加せず、「大阪支社」と「小阪撮影所」を「帝国キネマ演芸」（通称「帝キネ」、1920年 - 1931年、大阪市南区日吉橋）に改組した。
「帝キネ」は、1923年、小阪に加えてさらに「芦屋撮影所」（兵庫・芦屋市）を新設した。1925年に「小阪撮影所」を閉鎖すると、同社から独立した立石駒吉が「東邦映画製作所」を設立、同撮影所を復活したが2か月で解散した。また同年、同社を退職した石井虎松が「芦屋撮影所」を独立させ「アシヤ映画製作所」を設立、新体制の「帝キネ」に作品を供給した。1928年には「東洋のハリウッド」とよばれた広大な「長瀬撮影所」（東大阪市）を新設したが、後者は1930年9月に焼失した。
新興
翌1931年、「帝キネ」は「新興キネマ」（1931年 - 1942年、東京）と改組し、山川は経営から離れた。山川は、1934年に死去した。58歳没。
大映
やがて「新興キネマ」は1942年、大都映画、日活製作部門と3社合併して「大映」となった。

## 松竹と楽天地
双生児の兄弟、白井松次郎と大谷竹次郎が、1905年、「松竹合名会社」を設立（大阪市南区葦原町）。1920年2月、「松竹キネマ合名会社」を設立、同年松竹蒲田撮影所を開所し、映画製作を始める。同年11月、「帝国活動写真株式会社」（帝活）を設立する。同社の取締役に、かつて山川と「天活」を設立した小林喜三郎がいた。翌1921年4月、「帝活」は「松竹キネマ株式会社」と改称、「松竹キネマ合名会社」を合併する。
「ミナミの大火」被災の2年後の1914年5月、南海電気鉄道社長に声をかけられ、山川は、現在の千日前通にあたる拡張された電車通りにできた、新しい「千日前交差点」の南西隅に、劇場・演芸場・レジャーの殿堂「楽天地」を建設した。同年7月にオープンし、大盛況を極めた。「楽天地」の運営会社は南海系列の「千日土地建物」（のちの日本ドリーム観光）であったが、相場師石井定七に株を買い占められ、1920年、「千日土地建物」は南海から石井の「今定商店」傘下に入る。1921年7月、松竹の白井松次郎が大株主となり、「楽天地」を改修、「楽天地」は同年10月から松竹直営となった。1923年1月、石井の「千日土地建物」株を白井が引き受け社長となり、松竹傘下となった。
1930年11月に「楽天地」は閉鎖された。1932年10月、その跡地には松竹によって「大阪歌舞伎座」が建った。

## 註
1. 1 2  「三友倶楽部」の後継会社である「有限会社サカエマチ中央ビル」の公式サイト「サンポードシティ|会社プロフィール」の記述による。
2. 1 2 3 4  産経ニュース記事「映画興行発祥の地、大阪ミナミを日本のハリウッドに!」（2007年11月18日1時11分付）による記述。
3. ↑  「千日前商店街」公式サイトの記事「早稲田とミナミがコラボした上方文化ルネッサンス始動」の記述を参照。
4. ↑  オンライン映画学術批評誌「CMN!」サイトの藤岡篤弘の論文『野外上映映画の諸相 - 戦前期の日本の大都市圏における映画イベント』、および同論が参照した『大阪毎日新聞』1911年8月7日付社告による。
5. 1 2 3 4 5  田中純一郎『日本映画発達史〈1〉活動写真時代』（中央公論社、1968年）の記述を参照。
6. 1 2 3  Wikipedia「楽天地 (大阪)」の記述を参照。
7. ↑  初期の無声映画をも網羅している日本映画データベースの「1911年 公開作品一覧 401作品」にも、「1912年 公開作品一覧 401作品」にも「三友倶楽部」作品は見当たらない。Internet Movie Databaseも同様であった。
8. ↑  立命館大学の「京都映像文化デジタル・アーカイヴ マキノ・プロジェクト」サイトの記事「『日出新聞』に見る1913 - 1917年新京極映画館街の出来事」の記述を参照。
9. ↑  日本映画データベースの「あーす」およびAasu - IMDb（英語）を参照。
10. ↑  Wikipedia「金秀吉」の記述を参照。
11. ↑  日本映画データベースの「1913年 公開作品一覧 226作品」、「1914年 公開作品一覧 359作品」を参照。
12. ↑  「滋賀大学経済学部研究年報 Vol.l0」の小川功の論文『大正バブル期における起業活動とリスク管理』に、日活の設立時（1912年）の「監査役」に「金子圭介」との記述がある。
13. ↑  Wikipedia「天然色活動写真」の記述を参照。
14. ↑  Wikipedia「帝国キネマ」の記述を参照。
15. ↑  産経ニュース記事「映画興行発祥の地、大阪ミナミを日本のハリウッドに!」（2007年11月18日1時11分付）には、「三友倶楽部はその後「帝国キネマ演芸」「新興シネマ」と名を変え、現在の松竹へとつながっている。」（「新興シネマ」は誤りで「新興キネマ」である）とある。確かに、Wikipedia「新興キネマ」の項には「大谷竹次郎や白井信太郎らが設立に深く関わっており、事実上松竹の傍系会社であった。」とあり、「松竹」につながりはしたが、「新興キネマ」は同項にもあるように「1942年、戦時統合」で「大映」になったのが歴史的事実である。むしろダイレクトに「松竹」につながったのは、「楽天地」とその運営会社「千日土地建物」である。
16. ↑  Wikipedia「松竹」の記述を参照。
17. 1 2  Wikipedia「日本ドリーム観光」の記述を参照。